# Onthophagus nigricornis
Onthophagus nigricornis é uma espécie de inseto do género Onthophagus, família Scarabaeidae, ordem Coleoptera.

## História
Foi descrita cientificamente por Fairmaire em 1887.